# Ulica gen. Leopolda Okulickiego w Krakowie
Ulica gen. Leopolda Okulickiego – ulica w Krakowie przebiegająca przez dzielnice XV Mistrzejowice, XVI Bieńczyce i XVII Wzgórza Krzesławickie.

## Przebieg
Swój przebieg rozpoczyna na skrzyżowaniu z aleją gen. Andersa i aleją gen. Bora-Komorowskiego w trójkącie osiedli Strusia, Kombatantów i Dywizjonu 303. Na początku biegu od wspomnianego skrzyżowania aż do mostu na rzece Dłubni stanowi granicę pomiędzy dzielnicami Mistrzejowice i Bieńczyce. Za mostem do skrzyżowania z ulicą Nowolipki jest granicą pomiędzy dzielnicami Bieńczyce i Wzgórza Krzesławickie. Stamtąd ostatnie 150 metrów do skrzyżowania z ulicą Zesławicką jest położone w całości w dzielnicy Wzgórza Krzesławickie, gdzie jej przedłużeniem staje się ulica Karola Łowińskiego.

## Historia
Obecna ulica Okulickiego wiedzie śladem dawnego gościńca, który prowadził od głównego Traktu Warszawskiego, będącego przedłużeniem Ulicy Floriańskiej, a który to zaczynał się w miejscu obecnego skrzyżowania Alei 29 Listopada z Ulicą Dobrego Pasterza i prowadził do Bieńczyc, Mistrzejowic i Krzesławic. Pierwszą nazwą tej ulicy była nadana w czasach PRL imienia Ostapa Dłuskiego, komunistycznego działacza, działającego w Galicji, później w II RP i w PRL. Nazwa ta została zmieniona na obecną ku czci generała Leopolda Okulickiego w 1991 roku. Zanim wybudowano w latach 90. XX wieku szeroką aleję gen. Bora-Komorowskiego, obecna ulica Okulickiego była o 1/3 dłuższa niż obecnie i zaczynała się ok. 1 km wcześniej – na skrzyżowaniu z ulicą Bohomolca, jako realne przedłużenie ulicy Dobrego Pasterza. Dzisiaj ul. gen. Okulickiego jest przedłużeniem ul. Dobrego Pasterza tylko w sensie tradycyjnym.

## Współczesność i planowana przyszłość
Obecnie ulica gen. Okulickiego jest na całej długości drogą dwupasmową (po jednym pasie w każdym kierunku). Przewidziane jest jednak w planach długoterminowych rozszerzenie owej arterii do 4 pasów (po dwóch w każdym kierunku). Pod takie przedsięwzięcie został zaplanowany już 40 lat temu wiadukt z ul. Mikołajczyka, który posiada pod sobą rezerwę przewidzianą pod drugą jezdnię. Na ulicy znajduje się 5 przystanków autobusowych.